# Pas sans toi
Singles de M. Pokora
Elle me contrôle
(2005) De retour
(2006)
Pistes de M. Pokora
Elle me contrôle Vie de star
Pas sans toi est le troisième single extrait de l'album M. Pokora du chanteur français M. Pokora.

## Classement hebdomadaire
| Classement (2005)                       | Meilleure position |
| --------------------------------------- | ------------------ |
| Belgique (Wallonie Ultratop 50 Singles) | 4                  |
| France (SNEP)                           | 4                  |
| Suisse (Schweizer Hitparade)            | 35                 |